# Babeș–Bolyai Tudományegyetem

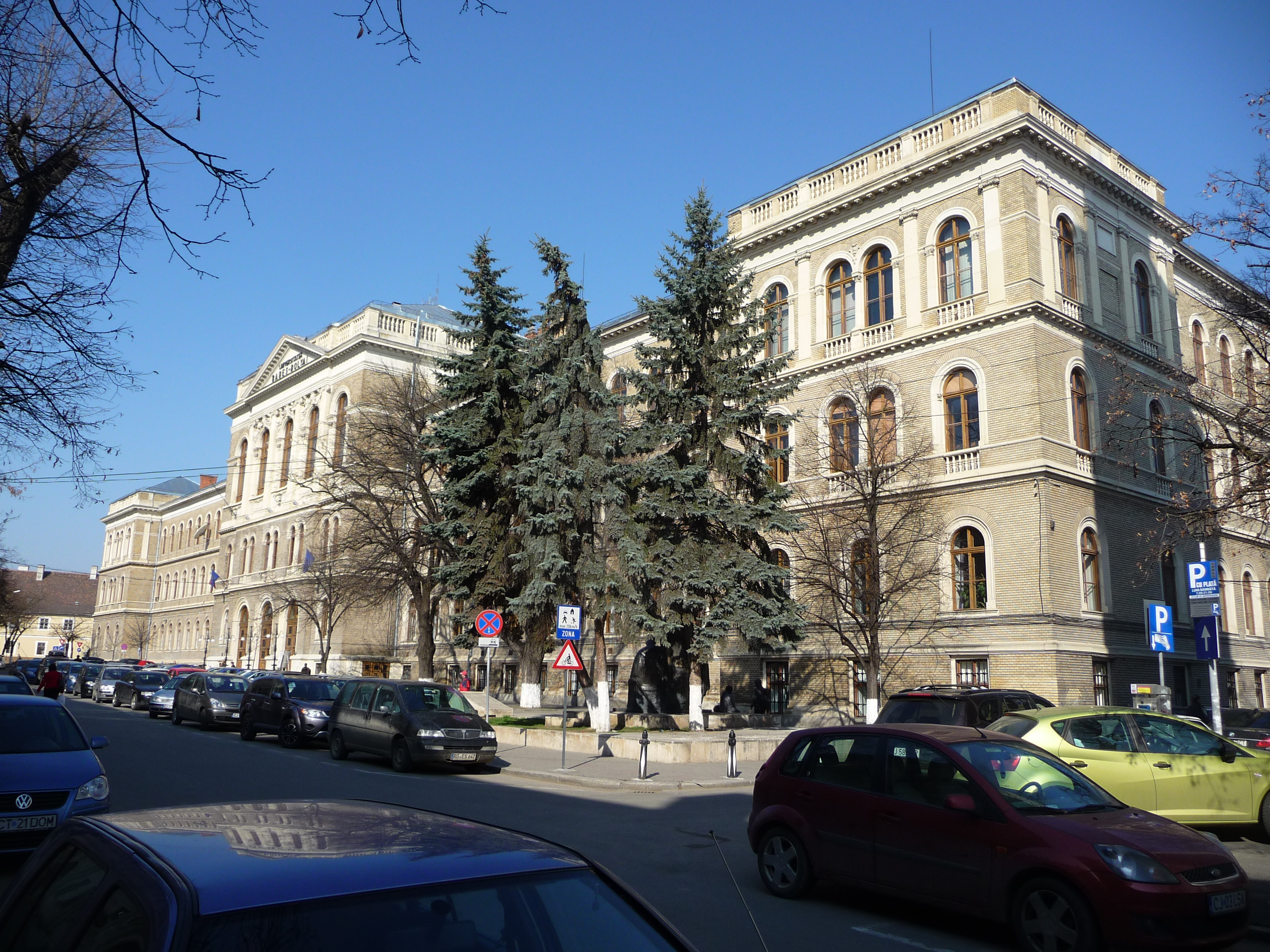
Az egyetem központi épülete

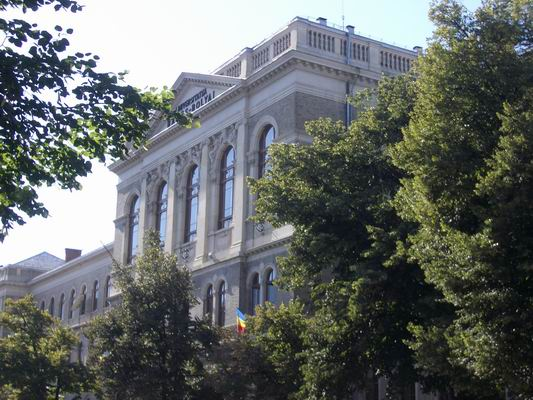
Az egyetem központi épülete

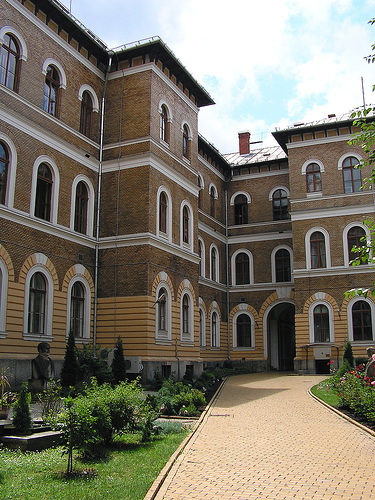
A központi épület belső udvara

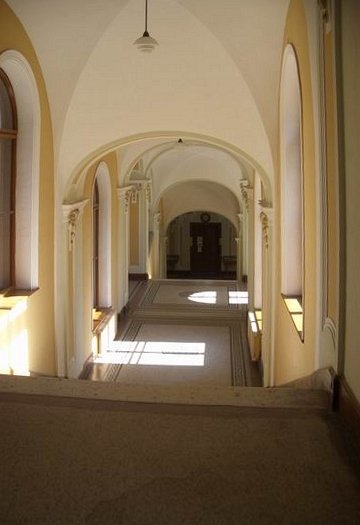
A központi épület belülről

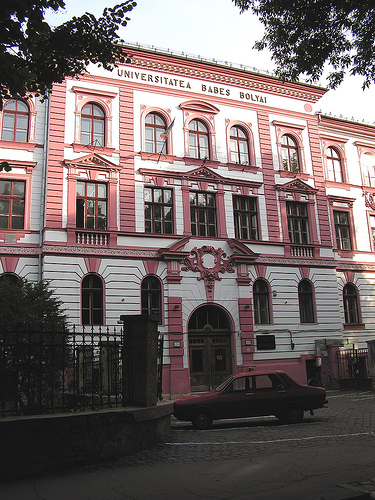
A kémiai kar

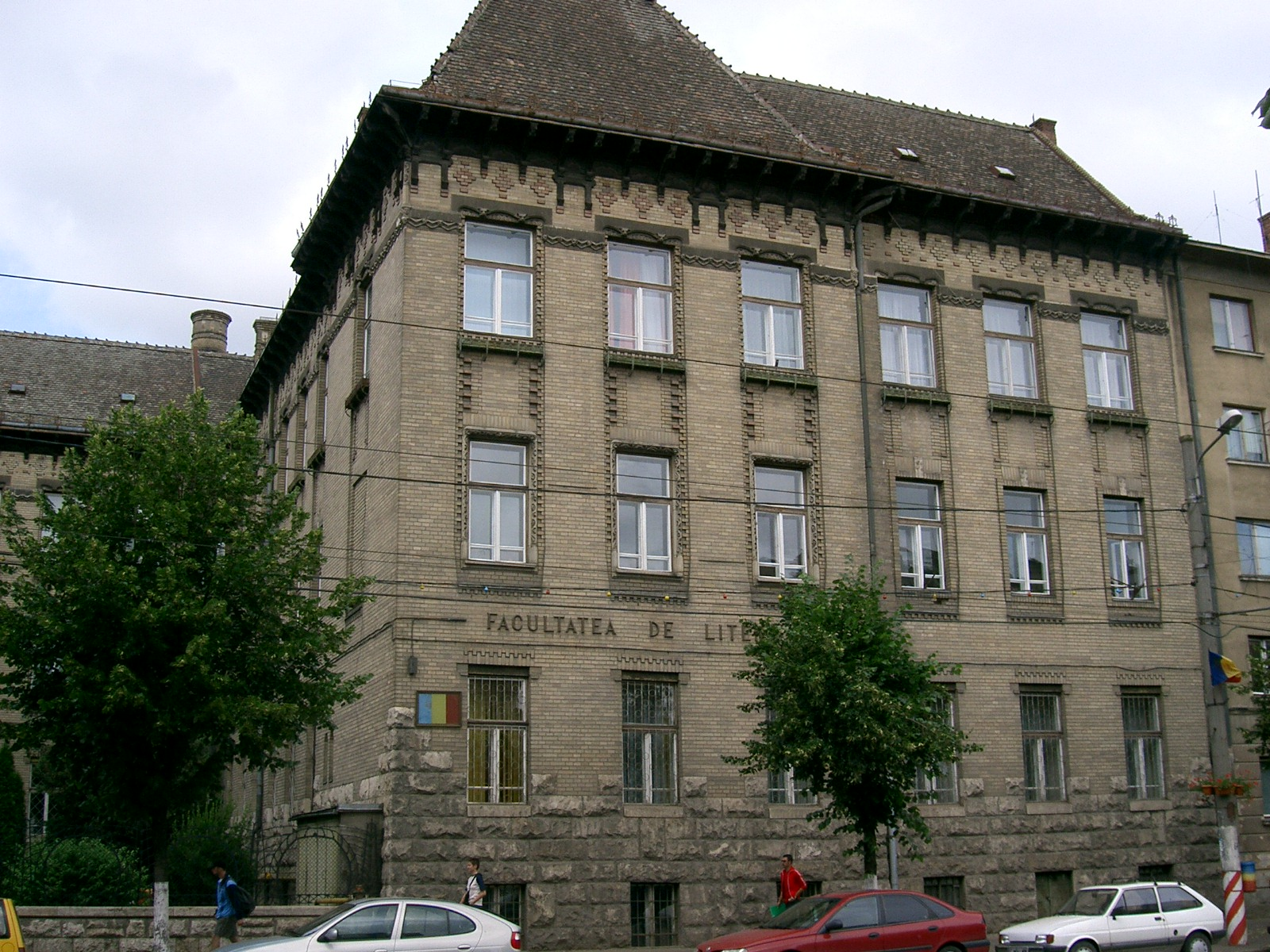
A bölcsészkar (Marianum)

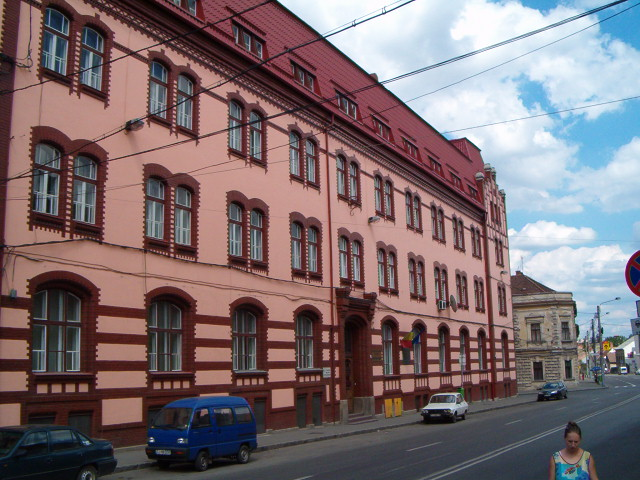
A jogtudományi kar

A Babeș–Bolyai Tudományegyetem (románul: Universitatea Babeș-Bolyai, angolul: Babeș-Bolyai University, németül: Babeș-Bolyai Universität), rövidítve BBTE, egyetem Kolozsváron, Romániában. A BBTE (1) a leghosszabb egyetemi tradícióval rendelkezik a romániai egyetemek közül (története 1581-ben kezdődött Academia/Universitas Claudiopolitana néven), (2) a legnagyobb romániai egyetem (2020-ban kb. 45 000 hallgatót és közel 50 000 tagot számlál akadémiai közössége), és (3) az első helyet foglalja el a romániai egyetemek között: az egyetemek nemzetközi helyezéseit összesítő egyetemi metarangsor első helyezettje a 2016/2017/2018/2019-es években, amelyet a román oktatási és kutatási minisztérium indított 2016-ban (egyesíti az egyetemek főbb nemzetközi rangsorolásait – pl. QS, THE, ARWU).
A Babeș–Bolyai Tudományegyetem oktatási programokat kínál román, magyar, német, angol és francia nyelven (valamint néhány képzést olasz, kínai, japán stb. nyelven).
Nevét a két következő erdélyi tudósról kapta: Victor Babeș (1854–1926) román orvos, bakteriológus és Bolyai János (1802–1860) magyar matematikus.
Az egyetem az Universitaria Konzorcium (a legjobb romániai egyetemek csoportja) öt tagjának egyike. A BBTE kapcsolatban áll többek között az Egyetemek Nemzetközi Szövetségével (International Association of Universities), a Santander Csoporttal, az Agence universitaire de la Francophonie-vel és az Európai Egyetemi Szövetséggel (European University Association). Ugyanakkor a BBTE aláírta a Magna Charta Universitatumot, és partneri kapcsolatban áll 50 ország 210 egyetemével; széles körben tekintik Kelet-Európa legrangosabb egyetemének. A Babeș–Bolyai Tudományegyetemet az Oktatási Minisztérium a felsőfokú kutatási és oktatási egyetemek közé sorolja.

## A BBTE története
Lásd még: Kolozsvári Magyar Királyi Ferenc József Tudományegyetem
A kolozsvári oktatás története 1581-ben kezdődik, amikor Báthory István erdélyi fejedelem megalapította a jezsuita kollégiumot. A főiskola épületeket és földeket kapott a középkori városfalakon belül, elsősorban a Platea Luporumon (a jelenlegi Mihail Kogălniceanu/Farkas utca). A Collegium Academicum Claudiopolitanum első rektora Jakub Wujek lengyel jezsuita szerzetes volt. A fejedelem felhatalmazta az akadémiai rangra emelt intézményt, hogy magasabb szintű okleveleket (gradus et Baccalaureatus, et Magisterii, et Doctoratus) bocsásson ki. 1585-ben 230 diák tanult itt, hat osztályra osztva. A kollégiumi oktatás latin nyelvű volt, és két kar működött a keretében: Filozófia (3 év), majd Teológia (4 év). 1698 után az intézményt a kordokumentumok Collegium Claudiopolitanum vagy Academia Claudiopolitana néven emlegetik (lásd Andreas Matis 1742-es, Peregrinus Catholicus de peregrina unitaria religione című könyvének borítóját), 1751-től az oktatás latin, majd német nyelven is folyt. 1753-ban Mária Terézia császárnő az intézményt egyetemi ranggal és privilégiumokkal ruházta fel. 1773-ban, a jezsuita rend feloszlatása után az egyetem a piarista rend adminisztrációja alá került. 1784-ben az intézet neve Királyi Akadémiai Líceum (Lyceum Regium Academicum) lett. A líceum 1850-es újraszervezése után két félegyetemi státusú intézmény működött a keretében (amelyek átmenetet képeztek a középiskolai és egyetemi oktatás között, baccalaureus/magister képesítést nyújtottak, de doctor képesítést nem): (a) az Orvosi-Sebészeti Intézet és (b) a Királyi Jogakadémia. Ezeket később az 1872-ben alapított új magyar egyetembe olvadtak bele.
Az 1848-as forradalmak után, a román nemzet megerősödésével felmerült a nemzeti nyelveken történő egyetemi oktatás kérdése. A románok kifejezett kérésére 1870-ben Eötvös József, akkori vallás- és közoktatásügyi miniszter javasolta Kolozsváron a magyar, román és német nyelvű egyetemi oktatás megkezdését, amit a román elit is örömmel fogadott. Eötvös 1871-es halála után, 1872. október 12-én I. Ferenc József, az Osztrák–Magyar Monarchia császára és Magyarország királya szentesítette „A kolozsvári magyar királyi tudományegyetem felállításáról és ideiglenes szervezéséről” szóló XIX. és XX. törvénycikkeket. A Kolozsvári Tudományegyetemen zajló oktatás magyar nyelvű volt, ami elégedetlenséget váltott ki a románok körében. Az eskü letétele után, 1872. december 20-án 258 hallgató kezdte el tanulmányait az intézményben. Négy különálló kar létesült: 1. Jog- és Államtudományi Kar (12 tanszékkel), 2. Orvostudományi Kar (11 tanszékkel), 3. Bölcsészet-, Nyelv- és Történettudományi Kar (10 tanszékkel) és 4. Matematikai és Természettudományi Kar (7 tanszékkel); a két utóbbi mellé középiskolai tanárképző intézet felállítását rendelték el. A karok egyenlőek voltak, és belső autonómiát élveztek. Az egyetem első rektora a Jog- és Államtudományi Kar részéről jelölt Berde Áron volt. 1895-től lányok is tanulhattak az egyetemen.
Az első világháború után a román hatóságok átvették az egyetem irányítását, így az a Nagy-Románia intézményévé vált. Azokat a magyar alkalmazottakat, akik nem esküdtek hűséget az új román állam iránt, kiűzték. Ők a Szegedi Tudományegyetemen folytatták (1921).
1919. május 12-én megalakult a kolozsvári román egyetem. Az új román egyetem – eredetileg Dacia Superior Egyetem, később I. Ferdinánd Király Tudományegyetem – 1919. november 3-án nyitotta meg kapuit, ünnepélyes megnyitójára 1920. február 1–2-án került sor I. Ferdinánd király jelenlétében.
Az 1940-ben meghozott második bécsi döntés értelmében Észak-Erdélyt, amely Kolozsvárt is magába foglalta, visszacsatolták Magyarországhoz. Az egyetem Természettudományi Kara Temesvárra, a Bölcsészettudományi és Filozófia Kar, az Orvostudományi Kar, valamint a Jogtudományi Kar Nagyszebenbe költözött, és a Szegedi Tudományegyetemről visszatérők a városban újjáépítették az egykori magyar egyetemet. A második világháború vége és a bécsi döntés visszavonása után, 1945. június 1-jén a román hatóságok az I. Ferdinánd Király Tudományegyetemet visszahelyezték Kolozsvárra (később átnevezték Victor Babeș Tudományegyetemnek), és létrehozták a Bolyai Tudományegyetem nevet viselő állami magyar egyetemet. A Bolyai Tudományegyetemen az alábbi karok működtek: Bölcsészettudományi és Filozófia Kar, Jog- és Közigazgatás-tudományi Kar, Természettudományi Kar, Orvostudományi Kar. Ez utóbbi 1948-ban Marosvásárhelyre költözött, ahol Marosvásárhelyi Orvosi és Gyógyszerészeti Egyetemként működött tovább.
1959 március–júliusában a kolozsvári román tannyelvű egyetem és a magyar tannyelvű egyetem egyesítése révén megalakult a Babeş–Bolyai Tudományegyetem. Nevét két neves tudósról kapta: Victor Babeș román biológus és Bolyai János magyar matematikus. 1995-től kezdődően az egyetem szerkezetének újjáalakítása után elindult egy multikulturális alapokon elgondolt egyetemi képzés.
A BBTE ma egy komplex egyetem, változatos képzési programokat kínál többek között a művészetek, humántudományok, a társadalomtudományok, az élet- és természettudományok, a matematika, a számítógépes tudományok és a mérnöki és technológiai tudományok területéről egyaránt.

## Campus, épületek
A BBTE-campus központja Kolozsvár belvárosában található, azonban az egész városban találhatóak egyetemi épületek. Az egyetem 17 helyszínen biztosít szállást a hallgatóknak, összesen 5280 helyet (4964 a hallgatók, 100 a sportolók és 216 a doktori hallgatók számára); elsősorban a Hașdeu (Kőkert) utcai, illetve az Economica bentlakásokban. Minden bentlakás felújított, hőszigetelt, dupla üvegezésű ablakokkal, laminált padlóval és faforgács vagy fabútorokkal rendelkezik. A Lucian Blaga Egyetemi Könyvtár a város központjában található. Az egyetem Erdély- és Máramaros-szerte számos kihelyezett tagozattal rendelkezik.
Az egyetem kulturális örökségéhez tartozik az Egyetemi Múzeum (amelyet 2001 áprilisában hoztak létre, gyűjteményébe több mint 750 eredeti és facsimile darab tartozik), az Ásványtani Múzeum, a Növénytani Múzeum, az Őslénytani és Rétegtani Múzeum, a Vivárium, illetve az Állattani Múzeum.

## Az egyetem közössége
A BBTE közösségéhez 2019-ben több mint 45 000 hallgató tartozott. 1993 és 2019 között a hallgatók száma megnégyszereződött, az 1993-as 12 247-ről 2019-re elérte a 44 940-et. A hallgatói közösséghez mintegy 1200 PhD-hallgató, 8600 mesteris, illetve 31 800 alapképzésben részt vevő hallgató tartozik. Az egyetemnek 21 kara van több mint 2800 oktatóval. A karokon licensz-, mesteri és PhD-fokozat szerezhető, ugyanakkor az egyetem posztgraduális tanulmányokat is kínál. A BBTE az európai egyetemek között egyedülálló módon négy teológiai karral rendelkezik (ortodox, református, római katolikus és görögkatolikus).
Az egyetem multikulturális intézmény, amit a felépítése is igazol: 291 képzési programot kínál román nyelven (148 alapképzés-szintű, 143 mesteri szintű), 110 képzési programot magyar nyelven (70 alapképzés-szintű, 40 mesteri szintű), emellett 15 német nyelvű képzési programba is jelentkezhetnek az érdeklődők (10 alapképzés-szintű, 5 mesteri szintű). A magyar és a német kisebbség arányos képviselettel van jelen az Egyetemi Tanácsban, illetve a Szenátusban.
A külföldi hallgatók 41,5%-a Moldovából és Ukrajnából, 27,4% az EU-ból és az EGT-ből, 31,1% pedig az EU-n és az EGT-n kívüli államokból származik.
| Év   | A hallgatók száma | A hallgatók száma |
| ---- | ----------------- | ----------------- |
| 1872 | 258               | 258               |
| 1919 | 1871              | (+625,2%)         |
| 1938 | 3094              | (+65,4%)          |
| 1971 | 14 438            | (+366,6%)         |
| 1989 | 5940              | (-58,9%)          |
| 1993 | 12.247            | (+106,2%)         |
| 2003 | 38 048            | (+210,7%)         |
| 2013 | 40 207            | (+5,7%)           |
| 2014 | 41 136            | (+2,3%)           |
| 2019 | 44 940            | (+9,2%)           |

### Karok[24]
| Kar                                                   | Cím                                           | Intézetek |
| ----------------------------------------------------- | --------------------------------------------- | --- |
| Matematika és Informatika Kar                         | M. Kogălniceanu (Farkas) utca 1. szám         | Matematika Intézet Informatika Intézet Magyar Matematika és Informatika Intézet |
| Fizika Kar                                            | M. Kogălniceanu (Farkas) utca 1. szám         | Bimolekuláris Fizika Intézet Korszerű Technológiák és Kondenzált Állapotok Fizikája Intézet Magyar Fizika Intézet |
| Kémia és Vegyészmérnöki Kar                           | Arany János utca 11. szám                     | Kémia Intézet Vegyészmérnöki Intézet Magyar Kémia és Vegyészmérnöki Intézet |
| Földrajz Kar                                          | Clinicilor / Mikó utca 5–7. szám              | Regionális Földrajz és Területtervezés Intézet Társadalomföldrajz és Turizmus Intézet Természetföldrajzi és Műszaki Földrajzi Intézet Magyar Földrajzi Intézet |
| Biológia és Geológia Kar                              | Republicii / Majális utca 44. szám            | Molekuláris Biológia és Biotechnológia Intézet Taxonómia és Ökológia Intézet Geológia Intézet Magyar Tagozat Magyar Biológiai és Ökológiai Intézet |
| Környezettudományi és Környezetmérnöki Kar            | Fântânele / Etelközi utca 30. szám            | Környezettudományi Intézet Környezetmérnöki és Környezetelemzési Intézet |
| Jogtudományi Kar                                      | Avram Iancu/ Petőfi utca 11. szám             | Közjogi Intézet Magánjogi Intézet |
| Bölcsészettudományi Kar                               | Horea út 31. szám                             | Román és Általános Nyelvészeti Intézet Román Irodalomtudományi és Irodalomelméleti Intézet Összehasonlító Irodalomtudományi Intézet Klasszikus Nyelvek és Irodalmak Intézete Magyar és Általános Nyelvészeti Intézet Magyar Irodalomtudományi Intézet Magyar Néprajz és Antropológia Intézet Német Nyelvi és Irodalomtudományi Intézet Angol Nyelvi és Irodalomtudományi Intézet Római Nyelvi és Irodalomtudományi Intézet Szláv Nyelvi és Irodalomtudományi Intézet Skandináv Nyelvi és Irodalomtudományi Intézet Ázsiai Nyelvi és Irodalomtudományi Intézet Alkalmazott Idegen Nyelvi Intézet Román Nyelv, Kultúra és Civilizáció Intézet Idegen Szaknyelvi Intézet |
| Történelem és Filozófia Kar                           | M. Kogălniceanu (Farkas) utca 1. szám         | Ókortörténeti és Régészeti Intézet Középkortörténeti, Kora-modern kori és Művészettörténeti Intézet Modern kori Történelem, Levéltártudomány és Etnológia Intézet Nemzetközi Tanulmányok és Jelenkortörténeti Intézet Magyar Történeti Intézet Filozófia Intézet Magyar Filozófiai Intézet Kora modern és Román Filozófiai Intézet |
| Szociológia és Szociálismunkás-képző Kar              | 1989 Dec. 21 utca 128. szám                   | Szociológia Intézet Szociális Munka Intézet Magyar Szociológia és Szociális Munka Intézet |
| Pszichológia és Neveléstudományok Kar                 | Sindicatelor / Patak utca 7. szám             | Pszichológia Intézet Klinikai Pszichológia és Pszichoterápia Intézet Alkalmazott Pszichológia Intézet Pedagógia és Alkalmazott Didaktika Intézet Speciális Pszichopedagógia Intézet Neveléstudományi Intézet Egzakt Tudományok Didaktikai Intézete Szociohumán Tudományok Didaktikai Intézete Német Nyelvű Pedagógiai és Didaktikai Intézet |
| Közgazdaság és Gazdálkodástudományi Kar               | Teodor Mihali utca 58–60. szám                | Könyvelés és Audit Intézet Politikai Gazdaságtan Intézet Pénzügyi Intézet Gazdasági Informatika Intézet Idegennyelvi és Üzleti Kommunikáció Intézet Marketing Intézet Menedzsment Intézet Statisztika, Előrejelzés és Matematika Intézet Közgazdaság- és Gazdálkodástudományi Magyar Intézet Közgazdaság- és Gazdálkodástudományi Német Intézet Üzletigazgatás Intézet, Sepsiszentgyörgy Jean Monnet |
| Európai Tanulmányok Kar                               | Emmanuel de Martonne utca 1. szám             | Departamentul de Studii Europene şi Guvernanţă Departamentul de Relaţii Internaţionale şi Studii Americane Departamentul de Studii Europene al Liniei Germane |
| Üzletkötő Kar                                         | Horea utca 7. szám                            | Üzletkötő Intézet Vendéglátói Szolgáltatások Intézete |
| Politika-, Közigazgatás- és Kommunikációtudományi Kar | General Traian Moşoiu / Zápolya utca 71. szám | Újságírói Intézet Politikatudományi Intézet Közigazgatási és Menedzsment Intézet Kommunikáció, Közkapcsolatok és Reklám Intézet Public Health |
| Testnevelés és Sport Kar                              | Pandurilor utca 7. szám                       | Gyógytorna és Elméleti Tantárgyak Intézet Egyéni Sportok Intézete Sportjátékok Intézete |
| Ortodox Teológia és Tanárképző Kar                    | Episcop Nicolae Ivan utca, szám nélküli       | Ortodox Teológia Intézet |
| Görögkatolikus Teológia és Tanárképző Kar             | Moţilor utca 26. szám                         | Kolozsvári Intézet Nagyváradi Intézet Balázsfalvi Intézet |
| Református Tanárképző Kar                             | Horea út 7. szám, II. e.                      | Református Tanárképző és Zenepedagógiai Intézet |
| Római Katolikus Teológia Kar                          | Iuliu Maniu / Szentegyház utca 5. szám        | Római Katolikus Didaktikai Teológia Intézet – Kolozsvár Római Katolikus Pasztorálteológiai Intézet – Gyulafehérvár |
| Színház és Film Kar                                   | M. Kogălniceanu (Farkas) utca 4. szám         | |

### A könyvtári ellátottság
A Központi Egyetemi Könyvtár az egyik legnagyobb az országban: több mint ötvenezer diákot szolgál ki egy tanévben. A könyvtár a 20. század közepén élő erdélyi román költő és filozófus Lucian Blaga nevét viseli. Az egyes karokon fiókkönyvtárakat működtet. Ezen kívül kisebb szakkönyvtárak segítik a diákokat és tanáraikat a felkészülésben. Kiemelhető a Soros Alapítvány angol nyelvű könyvtára, ahol a társadalomtudományi területek új és fontos kötetei és folyóiratai lapozhatók. Tekintélyes könyvtára van az Amerikai Információs Irodának, a Francia Kulturális Központnak, a Brit Központnak is. Ezek mellett a diákok munkáját segítik a karokon és a szakmai háttérintézményekben működő könyvtárak is.

### Diákok elszállásolása
Kolozsvári magyar szóhasználatban „bentlakásnak” nevezik a Magyarországon „kollégiumnak” nevezett szálláshelyeket. Az egyetem a bentlakásaiban a szállásigények harmadát elégíti ki. Bentlakást tanulmányi eredmények, illetve szociális helyzet alapján ítélnek oda, tanévenként. Az épülőfélben levő bentlakások elkészültével és a demográfiai alapú diáklétszám-csökkenéssel a következő években a kérvények felét tudják kielégíteni. A szállásokat az egyetem gazdasági vezetősége gondozza, de a hallgatói képviselet ellenőrzést gyakorol a bentlakások kezelése felett.

## A BBTE döntéshozatala
Az egyetem végrehajtó és vezetési feladatait a rektor látja el. Az ügyvitel 2008. január 1-jétől a kilenc rektorhelyettesi kabinetben folyik (azelőtt hat rektorhelyettes volt). A rektorhelyettesek mellett a főkancellár felel a törvényesség, szabályszerűség betartásáért, ő szokás szerint a jogi kar oktatója. A menedzsmentet a rektori hivatalnak alárendelt gazdasági igazgatóság látja el, élén a főigazgatóval. Az irodai személyzet élén a főtitkár áll.
A 2007. decemberi választások után az egyetem rektora Andrei Marga filozófiaprofesszor lett, általános rektorhelyettese Nicolae Bocșan (történész, korábbi rektor). A magyar tagozatvezető és tanulmányi rektorhelyettes Magyari Tivadar (szociológus) volt, ez a legösszetettebb és a legtöbb személyt foglalkoztató rektorhelyettesi hatáskör. A némettagozat-vezető rektorhelyettes és doktori iskolák felelőse Rudolf Gräf (történész) volt. Gazdasági, pénzügyi rektorhelyettes Cristina Ciumaș (közgazdász); kutatási rektorhelyettes Silaghi-Dumitrescu Luminița (kémikus); felnőttoktatás és távoktatás felelőse Szamosközi Ștefan (pszichológia szakos tanár), minőségbiztosítás és informatizálás Mărcus András (matematikus), a nemzetközi kapcsolatok rektorhelyettese Toader Nicoară (történész) volt.
A legfelsőbb döntéshozó, szabályalkotó szerv az egyetem 140 tagú szenátusa, melyet a dékánok, dékánhelyettesek, kari szinten megválasztott képviselők, illetve a hallgatók képviselői alkotnak. Elnöke a rektor. Az egyes karokra jutó szenátusi mandátumok számában figyelembe veszik a képviselt kar diáklétszámát, a román és magyar (esetenként a német) tagozatos oktatók arányát. A szenátus a döntéshozatal érdekében meghatározott időközönként, általában havonta, valamint állandó bizottságok keretében ül össze.
Az egyetem huszonegy karát a dékánok és helyetteseik vezetik, mandátumukat a kari tanácstól kapják. A kari tanácsok egynegyedét a hallgatók megválasztott képviselői teszik ki. Azokon a karokon, ahol a román tagozattól eltérő tannyelvi tagozat van (ez rendszerint a magyar tagozat), ott a tagozatos tanárok tanácsa dönt az illető nyelvi tagozat saját ügyeiről. Az oktatókat magában foglaló alapegység a szakmai területek szerint szerveződő tanszék, élén a tanszékvezetővel.
Az egyetemi döntéshozatal nem vitán felüli, legitimációs viták időről időre megélénkülnek. A belső és külső bírálók főleg azt kifogásolták, hogy a szenátus inkább elvi nyilatkozatokat, programbeszédeket fogad el, a komoly döntéseket a rektor szűkebb körben hozza; hogy a Andrei Marga rektor különböző módon hosszabbította meg hivatalát, akkor is, amikor két egymást követő mandátum után nem lehetett újra rektor; hogy a vezetőség preferálta azokat a karokat, amelyek élén a rektort támogató személyek állnak stb.
2020-ban Daniel Davidot választották meg rektornak, a kilenc rektorhelyettes közül a magyar vonalért Soós Anna, a minőségért, versenyképességért, nem hagyományos oktatásért Markó Bálint felel.

## Előtörténet

### A város (tudomány)egyetemeinek története 1919-ig
Lásd még: Kolozsvári Magyar Királyi Ferenc József Tudományegyetem
A BBTE hivatalos diskurzusában Kolozsvár első felsőoktatási intézeteitől származtatja magát, de a város felsőoktatási tradíciói többször megszakadtak. Magának a BBTE-nek a jelenlegi szerkezete, sajátos terjeszkedése, vezetése újszerű; ez a mostani egyetem az utóbbi húsz évben teljesen átalakult. Arculati elemeit tekintve kevésbé kapcsolódik valamilyen elődhöz, tudományos iskoláit nézve pedig a román része legfeljebb a két világháború közötti egyes tanszékeket, a magyar pedig a világháború utáni évtizedek műhelyeit vallhatja elődjének.
1581-ben Báthory István erdélyi fejedelem jezsuita kollégiumot alapított Kolozsvárott. Később ezt a kollégiumot megszüntették, de az ellenreformáció során 1688-ban jezsuita akadémiát alapítottak helyette. Bethlen Gábor 1622-ben Gyulafehérvárott alapította meg az Academicum Collegium néven ismert református főiskolát. Bár a tanári kar kidolgozta az akadémia fejlesztési tervét, Bethlen halála és utódainak szűkebb látóköre meghiúsította az egyetemi szint elérését. A nyugati egyetemekkel felérő erdélyi főiskola tervét Apáczai Csere János vetette fel újból 1658-ban, de megvalósítását a háborús körülmények megakadályozták.
A 18. század második felében a protestánsok külföldi egyetemjárásának fékezése végett Mária Terézia felekezetközi egyetem létrehozását tervezte, ebből végül a piarista rend felügyelete alatt Királyi Akadémiai Líceum néven a jogi és az orvosi kar jött létre. Egyetemmé fejlesztés helyett ezek később önálló intézményekként működtek (Joglíceum, Orvos-sebészi Tanintézet).
A kiegyezés (1867) után nyilvánvaló vált, hogy a pesti egyetem egymagában nem elégítheti ki a megnövekedett felsőoktatási igényeket, Magyarország második tudományegyetemének székhelyéül Pozsony és Kolozsvár jöhetett számításba. Erdély fővárosa azzal nyert a versenyben, hogy egyrészt 1859 óta itt működött az Erdélyi Múzeum-Egyesület, amelynek könyvtára és egyéb gyűjteményei a felsőfokú képzés tudományos hátterét biztosíthatták, másrészt pedig az itteni joglíceumban és sebészképző intézetben már benne rejlett egy-egy egyetemi kar csírája.
1872-ben hosszas tárgyalások, helyszíni tájékozódás és országgyűlési viták után Eötvös József és Pauler Tivadar kultuszminiszterek törvényjavaslata testet öltött: októberben megnyílt a Kolozsvári Tudományegyetem négy karral (bölcsész, matematikai-természettudományi, jogi, orvosi), az első évre beiratkozott 284 hallgatót 40 rendes tanár és 11 tanársegéd oktatta.
Kezdetben az új egyetem helyiség- és felszerelési gondokkal küszködött, új központi épülete 1895–1901 között készült el a Farkas utca és az Egyetem utca sarkán, az Orvostudományi és a Természettudományi Kar pedig szintén a 19.–20. század fordulóján kapott klinikákat és épületeket a Mikó/Clinicilor utca déli során. A bölcsészkaron kezdettől fogva működő román tanszéket előbb Gregoriu Szilasi, majd Grigore Moldovan vezette.
Az egyetem 1881-től használta a Magyar Királyi Ferenc József Tudományegyetem nevet. Ezt az intézményt 1919-ben Budapestre, majd 1921-ben Szegedre költöztették (Szegedi Tudományegyetem).
Az első világháború végeztével, 1919. május 12-én alapították meg a kolozsvári román egyetemet, I. Ferdinánd Egyetem néven. 1940-ben a bécsi döntés nyomán a román egyetemet Nagyszebenbe költöztették, és visszahozták Szegedről a magyar egyetemet.

### A kolozsvári egyetem története a két világháború között
Lásd még: Kolozsvári I. Ferdinánd Király Tudományegyetem
1919 májusában a megszálló román hatóságok, a Nagyszebenben működő ideiglenes erdélyi román kormányzat megbízásából átvették az egyetemet Schneller István rektortól. A kolozsvári magyar állami egyetem megszűnt, először Budapestre, végül Szegedre költözött, ahol megalapozta a mai Szegedi Tudományegyetemet. A kolozsvári román egyetem az átvett épületekkel és felszereléssel 1919. november 3-án nyílt meg Vasile Pârvan román történész előadásával, nemsokára felvette az I. Ferdinánd Egyetem nevet, az akkori román uralkodó nevét. Ingatlanvagyona közben új épületekkel bővült, a Babeș diákotthon 1926 óta működött, a Régészeti Intézet számára 1925-ben vásárolták meg a Bástya utcai sarokházat, 1929-ben pedig a Román Történeti Intézet számára a Jókai/Napoca utca 11. sz. alatti épületet. Még az 1910-es években vetette meg Richter Aladár az új botanikus kert alapjait a Majális/Republicii utcában, ezt a munkát folytatták a román botanikusok, és itt 1935-ben készült el az új Növénytani Intézet. 1938-ban már az egyetem négy karára 3094 hallgató iratkozott be, a tanszemélyzetet 360 egyetemi oktató alkotta. Magyar tanszék is működött az egyetemen, Kristóf György irodalomtörténész tartotta mind az irodalmi, mind a nyelvészeti előadásokat. Ezen kívül semmilyen magyar nyelvű felsőoktatás nem maradt az elcsatolt Erdélyben, a teológiai képzést leszámítva.
A két világháború közötti kolozsvári román egyetemen olyan híres tudósok kutattak és tanítottak, mint Sextil Pușcariu nyelvész, Emil Racoviță biológus és Antarktisz-kutató, Iuliu Hațieganu orvosprofesszor.

### Kolozsvári egyetemtörténet 1940 és 1989 között
Lásd még: Bolyai Tudományegyetem
1940 szeptemberében a második bécsi döntés nyomán ez a kolozsvári román egyetem Nagyszebenbe és Temesvárra költözött, Szegedről pedig visszatért a magyar állami egyetem. 1944-ben a front közeledtével ezen egyetem tanárai elhatározták a helyben maradást. 1945-ben a Groza-kormány hivatalba lépése után megkezdődtek a tárgyalások a szebeni román egyetem visszatéréséről, végül királyi törvényrendelet mondta ki, hogy június 1-jei hatállyal az I. Ferdinánd Király Tudományegyetem visszatér Kolozsvárra és visszakapja minden korábbi épületét, ugyanakkor pedig Magyar Tudományegyetem létesül a Regina Maria/De Gerando leánynevelő intézet sétatéri épületében.
A Bolyai nevet felvevő kolozsvári magyar egyetem első, 1945/46-os félévére 2000 hallgató iratkozott be, a következőben ez 2400-ra emelkedett. A Bolyai TE egyre jobban érezte a kommunista befolyás erősödését: politikai nyomásra tudományos tevékenységgel nem rendelkező személyek is tanári kinevezést kaptak. 1947-ben fokozódott a kommunista párt nyomása, aztán 1948 októberében kiteljesedett az egyetem szovjet mintájú átszervezése. Az orvostudományi kart külön egyetemként Marosvásárhelyre költöztették, de hasonló átalakítást szenvedett a Victor Babeș nevét viselő román egyetem orvos- és gyógyszerész-tudományi fakultása is. 1951 őszén a Bolyai jog- és közgazdasági karából valamint a Babeș jogi karából létrehozták a Jog- és Közgazdaságtudományi Főiskolát, ami két év múlva meg is szűnt. Mindezek ellenére 1955-ben a párt engedélyezte a Bolyai TE fennállása 10. évfordulójának megünneplését. 1958-59-ben a bukaresti pártvezetés a számára kedvező nemzetközi konjunktúrát kihasználva a nacionalizmus és a szeparatizmus megszüntetésének jelszavával kimunkálta a két kolozsvári egyetem egyesítését Babeș–Bolyai Tudományegyetem néven. A tanügyminiszter a 168/1959. június 19. számú rendelettel elrendelte a Victor Babeș Tudományegyetem és Bolyai Tudományegyetem egyesítését július 1-jei hatállyal. Ez a határozat, ellentétben a szokásokkal, nem jelent meg az akkori hivatalos közlönyben, így a Babeș–Bolyai Tudományegyetemnek nincs nyilvánosan elérhető alapító okirata.
A Babeș–Bolyai Tudományegyetem 1971-ben érte el a kommunista korszakbeli fejlődésének csúcspontját, ekkor a 14 438 diák nyolc fakultáson, azon belül 36 szakon tanult 819 oktató irányításával. A tanszemélyzet 24%-a (194) volt magyar nemzetiségű. A hallgatók jó része diákotthonokban lakott, a Kőkert/Hașdeu utcai diáknegyed az 1960-as években épült fel. Ekkoriban építették a Diákművelődési Házat is a Béke téren. 1972-től fogva a Ceaușescu-féle „kulturális forradalom” során több szakot megszüntettek, a diákok létszáma is csökkent, az 1989/1990-es tanévben csupán 3007 hallgatót tartottak nyilván, közülük 661 volt magyar (22%).
1983 és 1989 decembere között az egyetem nevét egyszerűen csak Kolozsvári Egyetemként (Universitatea din Cluj-Napoca) használták még hivatalos dokumentumokon is, kivéve a diplomákat és az egyetem Studia Universitatis Babeş–Bolyai című szaklap sorozatait.
1992-re a kolozsvári egyetemnek sikerült visszaállítania korábban megszüntetett szakjait, a következő években pedig lendületes fejlődés indult meg: új karok (pl. európai tanulmányok) és új szakok (pl. könyvtártudomány, szociális munkás) nyíltak meg, a hallgatói létszámában is megnövekedett közgazdaságtudományi kar saját új épületbe költözött. Az ortodox, görögkatolikus, római katolikus és református egyházakkal kötött megegyezés alapján vallástanárképző fakultások jöttek létre. Több karon beindult a magiszteri képzés a 2000-es évek elején, majd a 2005/06-os tanévben az egyetem áttért a bolognai rendszerre. 1996-tól nagy arányú infrastrukturális beruházások kezdődtek, amelyek eredményeit mindegyik kar élvezheti."

## A Babeș–Bolyai Tudományegyetem magyar tagozata

### Képzés a BBTE magyar tagozatán
1945-ben a második világháború után a román egyetem visszatért Kolozsvárra, és a magyar egyetem Szegedre. Ugyanebben az évben a román hatóságok megalapították Kolozsvárott azt a magyar tannyelvű egyetemet, ami később felvette Bolyai nevet. A két egyetemet 1959-ben a magyar tanári kar akarata ellenére egyesítették Babeș–Bolyai néven, de abban a korban ellenállásra majdnem semmi lehetőség nem volt. A tanítás nyelve továbbra is a román és a magyar maradt. A Ceaușescu-rezsim idején a magyar nyelvű oktatást fokozatosan visszaszorították, egyes szakokon megszüntették, a magyar nyelvű felvételizést eltörölték.
1989 után a román szakokkal párhuzamosan fokozatosan fejlődött a magyar szakok köre. 1993-tól az egyetem külön beiskolázási számokat kap a román oktatási minisztériumtól a magyar nyelven tanuló hallgatók részére. Ez kezdetben háromszáz helyet jelentett, jelenleg[mikor?] ezerszáz tandíjmentes „magyar” helyre lehet felvételizni. Folyamatosan növekedett a magyar oktatók száma is, míg 1990 elején kilencven főállású oktató volt, mostanra[mikor?] a számuk megközelíti a négyszázat. Ezzel a számmal a BBTE magyar oktatóinak képviselői elégedetlenek.
A kolozsvári Babeș–Bolyai Tudományegyetem sajátossága, hogy 61 szakon a tannyelv, illetve az egyetemi szakmai kommunikáció nyelve a magyar. Az egyetem román részén mintegy 43 000 hallgató tanul, a magyar tagozatán pedig a 2008–2009-es statisztikák szerint 7423. A román tagozaton tanul saját választása alapján még további 1500 magyar nemzetiségű hallgató. Ezen az egyetemen képezik jelenleg a romániai magyar egyetemisták több mint nyolcvan százalékát, tanítókat, tanárokat, újságírókat, a színészek és papok egy részét, társadalomkutatókat, pszichológusokat, szociológusokat, nyelvészeket és irodalmárokat, történészeket, régészeket, könyvtárosokat, vegyészmérnököket, közgazdászokat, geológusokat, kutató fizikusokat és mérnök fizikusokat, biológusokat, matematikusokat és informatikusokat, sőt ökológusokat, gyógytornászokat, hitoktatókat, filmes szakembereket stb. A szakdolgozat, illetve a mesteri disszertáció nyelve szintén magyar.
A BA szintű képzés mellett mintegy harminc program keretében MA-képzés is folyik, és mivel a doktori iskolák vezetői között több magyar tagozatos professzor tevékenykedik, a doktori képzésben is a kommunikáció nyelve sok foglalkozás keretében szintén a magyar.
A magyar oktatók és diákok – mivel folyamatosan csak az egyetemszervezés másodvonalában lehettek, szüntelen szavazatkisebbségben és kezdeményezések nélkül – a magyar nyelvű oktatás támogatására civil szervezetek és alapítványok tucatját hozták létre, ezeket a BBTE magyar tagozata „háttérintézeteinek” nevezik. Ezek a Kolozsvári Magyar Egyetemi Intézet néven alakítottak ernyőszervezetet, és jelentős pénzt hívnak le Magyarországról és az Európai Unióból.

### A magyar tagozat helyzete és státusa
A rendszerváltozást követően mozgalom indult egy olyan magyar nyelvű állami egyetem (újra) létesítésére – ismét Bolyai Egyetem néven –, amely önálló intézetként látja el a romániai magyar felsőoktatást. A különböző román kormányok viszont ezt az oktatást megoldottnak tekintették a BBTE-n belül, és soha nem voltak hajlandók egy másik, eltérő intézetben finanszírozni a magyar nyelvű egyetemi képzést. Emellett a meglévő egyetem többségi román oktatói, sőt az egyetemhez szakmailag kötődő magyar oktatók egy része ebben a BBTE szétszakításának veszélyét látta. Ezért egy különálló állami egyetem, amiben csak magyar tannyelvű oktatás van, nem jött létre. Ugyanakkor maga az oktatói közösség, illetve a romániai magyar érdekképviselet sem volt egységes a követendő stratégiát illetően.
Az önálló intézet hiányában 1997-ben a BBTE magyar oktatói közössége kérte, hogy az egyetem magyar része kapjon a közös intézeten belül autonóm döntési keretet, és Szilágyi Pál rektorhelyettes, a magyar tannyelvű rész akkori vezetője előterjesztett egy tervezetet („Szilágyi-terv”), amely két-három olyan sajátos fakultás megalapításáról szólt, ami a magyar oktatókat foglalná magába. Maguk ezek a fakultások soha nem alakultak meg, de 1997-től kezdve tételesen elismerték a "magyar tagozat" létezését. A kétezres évek első felében az egyetem egyre központosítottabb lett, a létező „vegyes” (román–magyar) karok elszaporodtak, befolyásuk és erejük a BBTE felaprózódásával együtt csökkent (huszonegy kar van). Az egyetem már meglévő karainak relatív státusa miatt az utóbbi években a „két magyar kar” modellje mellett más tervezetek is szerepelnek a napirenden, így olyan autonómiatervezet, ami szerint a magyar oktatók megmaradnak a maguk tanszéki közösségében, de a legtöbb területen, így főleg az egyetemi tanulmányok szervezésében önálló intézményes kerethez és szabályokhoz kötődnek.
Az évek során többször fellángoló viták ellenére a BBTE a romániai magyar felsőoktatás alapvető, széles kínálatú intézete, tekintélyes diákközösséggel, esemény gazdag egyetemi élettel. A viták során a magyar „tagozat” pontos státusának kérdését nyitva hagyták, és időközben a tagozat több ponton döntési önállóságot ért el, főleg Salat Levente és Magyari Tivadar rektorhelyettesek mandátuma alatt. A magyar oktatók jelenlegi álláspontja szerint viszont – és ez határozza meg ebből a szempontból a jelenlegi tagozatvezető mandátumát – a kérdést nem tekintik lezártnak addig, amíg a magyar tagozat státusát nem rendezik pontos szabályozással és intézményes keretben.

### Az egyetem magyar tagozatának szervezése
Kari, illetve tanszéki szinten a dékán (illetve tanszékvezető) számít annak a tagozat vezetőjének, amelynek maga is tagja, a másik tagozat vezetője ebben az esetben egy dékánhelyettes, illetve tanszéki tagozatvezető, akit a saját tagozata választ meg.
Az egyetem magyar tagozatának élén egy negyvenfős tanács áll, amelyet a karok és tanszékek magyar oktatóinak és diákjainak megválasztott képviselői alkotnak. Ennek megalakulását és kompetenciáit 2004-ben Salat Levente akkori rektorhelyettes kezdeményezésére a BBTE (román) vezetősége tudomásul vette. A magyar tagozatot az egyetem élén hagyományosan a rektor egyik helyettese vezeti, akit a többi rektorhelyettestől eltérően nem maga a rektor választ ki, hanem a magyar tagozat tanácsa választ meg titkos szavazással. Közmegegyezésnek számít az BBTE-n az is, hogy a magyar tagozat a közös egyetem vezetésében úgy vesz részt, hogy hagyományosan az egyetem tanulmányi rektorhelyettesét adja, ezért a magyar tagozat vezetője ugyanakkor az egyetem tanulmányi rektorhelyettese is.
A magyar tagozatot képviselő rektorhelyettes és csapata jellegzetesen a kisebbségi közvélemény központjában levő személyek, a tagozatvezető politikáját szüntelenül elemzik, boncolgatják, latolgatják.

### Az újabb kor magyar rektorhelyettesei
- dr. Magyari András (1990–1992, 1992–1996)
- dr. Szilágyi Pál (1996–2000)
- dr. Kása Zoltán (2000–2004)
- dr. Salat Levente (2004–2006)
- dr. Magyari Tivadar (2007, 2008–2012)
- dr. Soós Anna (2012–)
- dr. Markó Bálint (2016–)

### Az egyetem híres magyar tanárai (1945 után)
- Ádám Zsigmond nyelvész
- Balázs Márton matematikus
- Balogh Edgár író, publicista, főszerkesztő
- Benkő Samu művelődéstörténész
- Benkő András (zenetörténész)
- Bodor András (történész)
- Bretter György filozófus
- Cseke Péter irodalomtörténész
- Csetri Elek történész
- Cs. Gyimesi Éva irodalomelmélet
- Csucsuja István történész
- Csűrös István botanikus
- Darabont Sándor fizikus
- Egyed Emese irodalomtörténész, költő
- Egyed Péter filozófus, költő, író
- Gaál Gábor iró
- Gábos Zoltán fizikus
- Imreh István történész
- Jakó Zsigmond Pál történész
- Jancsó Elemér irodalomtörténész
- Kása Zoltán informatikus
- Kékedy László kémikus
- Keszeg Vilmos néprajzkutató
- Kiss István biokémikus
- Kolumbán József matematikus
- Korodi Gál János biológus
- Ifj. Kós Károly néprajzkutató
- Kovács András művészettörténész
- Maurer Gyula matematikus
- Nagy-Tóth Ferenc botanikus
- Néda Árpád fizikus
- Néda Zoltán fizikus
- Németh Sándor matematikus
- Péntek János nyelvész
- Radó Ferenc matematikus
- Szabédi László költő
- Szabó György irodalomtörténész
- Tánczos Vilmos néprajzkutató
- Tettamanti Béla filozófus, pedagógus, pszichológus
- Tonk Sándor történész
- Tulogdy János földrajztudós
- Újvári Mária
- Várhelyi Csaba kémikus
- Virág Imre matematikus
- Vorzsák Magdolna közgazdász, egyetemi tanár
- Zsakó János kémikus

### Az egyetem híres magyar tanárai (1945 előtt)
| - Apáthy István zoológus - Balogh Artúr alkotmányjogász - Bartók György filozófus - Bíró Vencel történész - Brassai Sámuel matematikus, nyelvész, esztéta - Böhm Károly filozófus - Buza László nemzetközi jogász - Entz Géza zoológus - Farkas Gyula elméleti fizikus - Fejér Lipót matematikus - Felvinczi Takács Zoltán művészettörténész - Finály Henrik nyelvész - Gelei József zoológus - Gombás Pál fizikus - Gombocz Zoltán nyelvész - Gyulai Zoltán fizikus - Haar Alfréd matematikus - Herrmann Antal néprajztudós - Kanitz Ágoston botanikus - Kelemen Lajos történész - Kenéz Béla (1874–1946) statisztikus, közgazdász - Kenyeres Balázs (1865–1940) igazságügyi orvos, hisztológus | - Klug Nándor (1845–1909) orvos, fiziológus - Koch Antal (1843–1927) geológus - Környey István (1901–1988) orvos, ideggyógyász - Kristóf György irodalomtörténész - Krompecher István (1905–1983) anatómus, hisztológus - Kuncz Ignác (1841–1903) jogtudós - Kuncz Ödön (1884–1965) jogtudós, közgazdász - Meltzl Hugó germanista - Mészöly Gedeon nyelvész - Nagy Ferenc (1852–1928) jogtudós - Navratil Ákos (1875–1952) közgazdász - Némethy Géza (1865–1937) klasszika-filológus - Óvári Kelemen jogtörténész - Riesz Frigyes matematikus - Schulek Vilmos (1843–1905) orvos, szemész - Somló Bódog jogfilozófus - Soó Rezső botanikus - Szabó Károly történész - Szabó T. Attila nyelvész - Szádeczky-Kardoss Lajos történész - Teleki Géza földrajztudós |

## Intézmények
- Állattani Múzeum (Mikó-kert)
- Ásványtani Múzeum
- Botanikus kert
- Csillagvizsgáló
- Egyetemi Múzeum
- Iuliu Hațieganu sportpark